# Ximenia roigii
Ximenia roigii är en tvåhjärtbladig växtart som beskrevs av Leon. Ximenia roigii ingår i släktet Ximenia och familjen Ximeniaceae. Inga underarter finns listade i Catalogue of Life.